# Edelény
Edelény é uma cidade da Hungria, situada no condado de Borsod-Abaúj-Zemplén. Tem 56,82 km² de área e sua população em 2019 foi estimada em 9.389 habitantes.